# إساءة معاملة السجناء والتعذيب في سجن أبي غريب

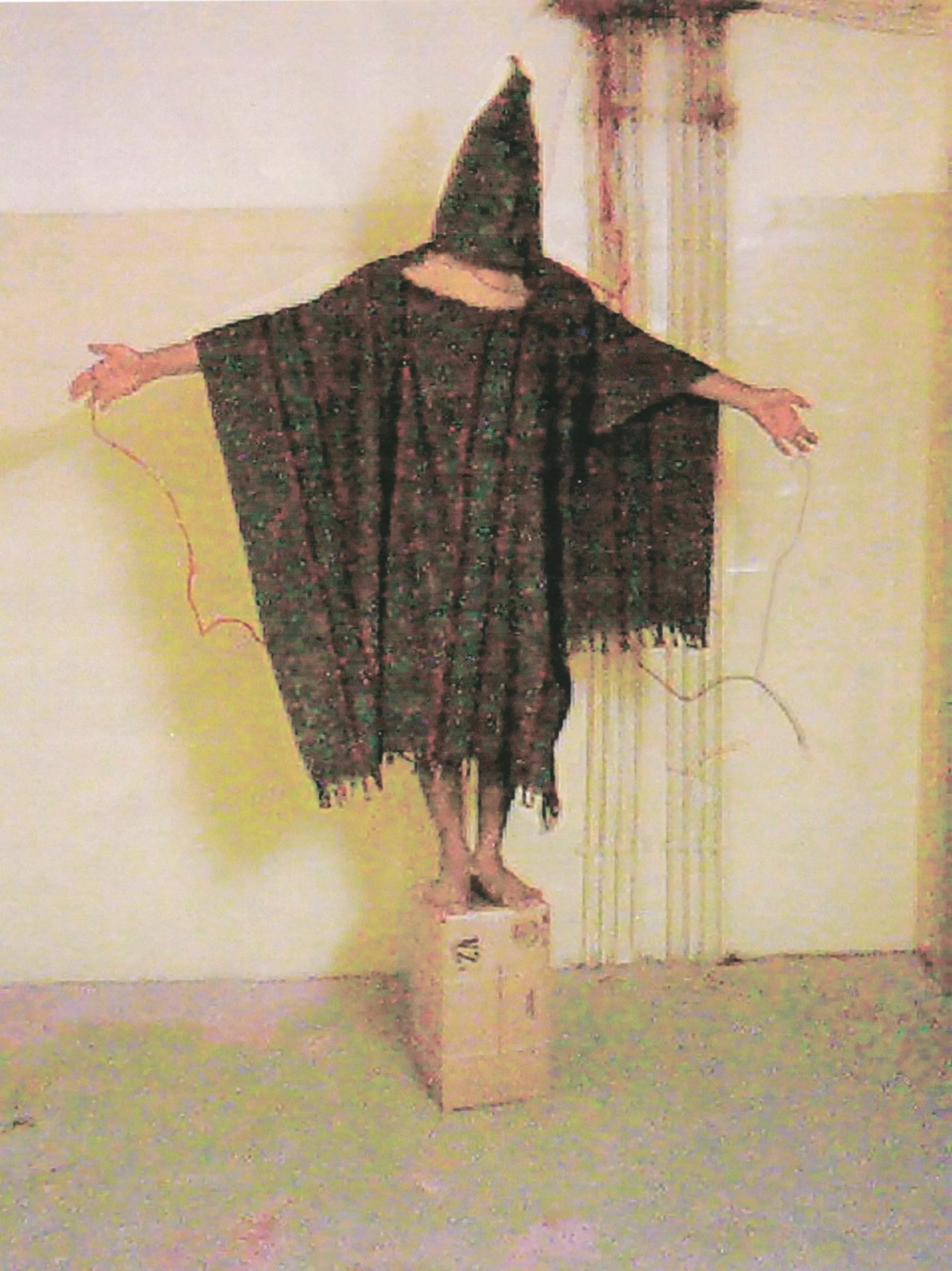

 استعمال الكهرباء على أحد السجناء في سجن أبو غريب هو السجين علي شلال القيسي.
في أوائل 2004 تفجرت فضيحة انتهاكات جسدية ونفسية وإساءة جنسية تضمنت تعذيب، اغتصاب وقتل بحق سجناء كانوا في سجن أبو غريب في العراق، لتخرج إلى العلن ولتعرف باسم فضيحة التعذيب في سجن أبو غريب.
تلك الأفعال قام بها أشخاص من الشرطة العسكرية الأمريكية التابعة جيش الولايات المتحدة بالإضافة لوكالات سرية أخرى.
تعرض السجناء العراقيين إلى انتهاكات لحقوق الإنسان، إساءة معاملة واعتداءات نفسية، جسدية، وجنسية شملت التعذيب، تقارير عن حالات اغتصاب والقتل قام بها سجانيهم في سجن أبو غريب (يعرف حاليا باسم سجن بغداد المركزي).

## ضياع العدالة
حسب موقع قناة الجزيرة قام أربعة مساجين ممن تعرضوا للتعذيب في سجن ابوغريب برفع شكوى في أمريكا بمساعدة منظمة حقوق الإنسان (CACI) والتي قامت بتحقيق موسع في سجن أبو غريب ولكن القاضي الأمريكي جيرالد بروس لي رفض قضيتهم لأنها حدثت خارج الحدود الأمريكية، وبذلك حسب وجهة نظره لا يكون لهم الحق في رفع القضية في محاكم أمريكا.

## نظرية التفاحة الفاسدة
و إجابة على السؤال (لماذا قام العديد من أفراد الشرطة العسكرية بممارسة تعذيب المساجين؟) حاول الفيلم الوثائقي المنتج في 2007 تحت اسم (أشباح أبو غريب) أو (Ghost of Abu Gharib) من إخراج روري كندي، والذي حاول الإجابة على السؤال بنظرية التفاحة الفاسدة.

## محاكمة المتورطين
حسب جريدة النيويورك تايمز قامت الحكومة الأمريكية بإجراء تحقيق شامل بعد انتشار الصور المشينة أخلاقيا عن سجن أبو غريب، وقد تم إتهام بعض أفراد الشرطة العسكرية من الرتب الصغيرة أمثال الرقيب مايكل سميث في قضية المشرف على الكلب في التحقيق الذي حوكم بالسجن 8 سنوات ثم خففت لاحقا إلى 8 شهور فقط.

حتى 2008 أعلى رتبة عسكرية تعرضت للمحاسبة هي النقيب شوان مارتن والذي حوكم ب 45 يوم سجن وغرامة 12000 دولار أمريكي فقط.

## مقارنة مع اختبار سجن ستانفورد
اعتبرت انتهاكات حقوق الإنسان التي وقعت في سجن أبو غريب في أعقاب حرب العراق 2003 تطبيقا نموذجياً لاختبار سجن ستانفورد. حسب ما يقوله زيمباردو فإن إساءات شبيهة بتلك التي حصلت في اختبار سجن ستانفورد حصلت عندما تم تعيين جنود أمريكيين غيرمؤهلين بما يكفي ليعملوا كحراس في سجن. وقد نوقشت المقارنة بشكل موسع في وسائل الإعلام.
سيمور هيرش جادل في نظريته التي عرضها في مقالة نشرها في جريدة النيويوركر، بأن الانتهاكات التي وقعت في سجن أبو غريب كانت نتيجة أوامر مباشرة من رؤساء في سياق عملية سرية للغاية أجراها برنامج جهاز جمع معلومات تابع للبنتاغون بتفويض من وزير الدفاع دونالد رامسفليد.

## وصلات خارجية
- Salon.com, index of Abu Ghraib documents and reports
- Salon.com, all 279 photos and 19 videos from Abu Ghraib
- Transcript of report
- The Torture Archive at The National Security Archive
- قالب:JURISTtopic
- Ghosts of Abu Ghraib, a documentary film by روري كنيدي